# 东垆乡
东垆乡，是中华人民共和国山西省运城市芮城县下辖的一个乡镇级行政单位。

## 行政区划
东垆乡下辖以下地区：
南曹村、北曹村、梁村、东吕村、方家村、圪塔村、城垣村、董壁村、步上村、白窝村、东垆村、许坡村、西南村、新庄村、牛皋村、崔家村、坑南村和坑北村。